# Heliogabalus

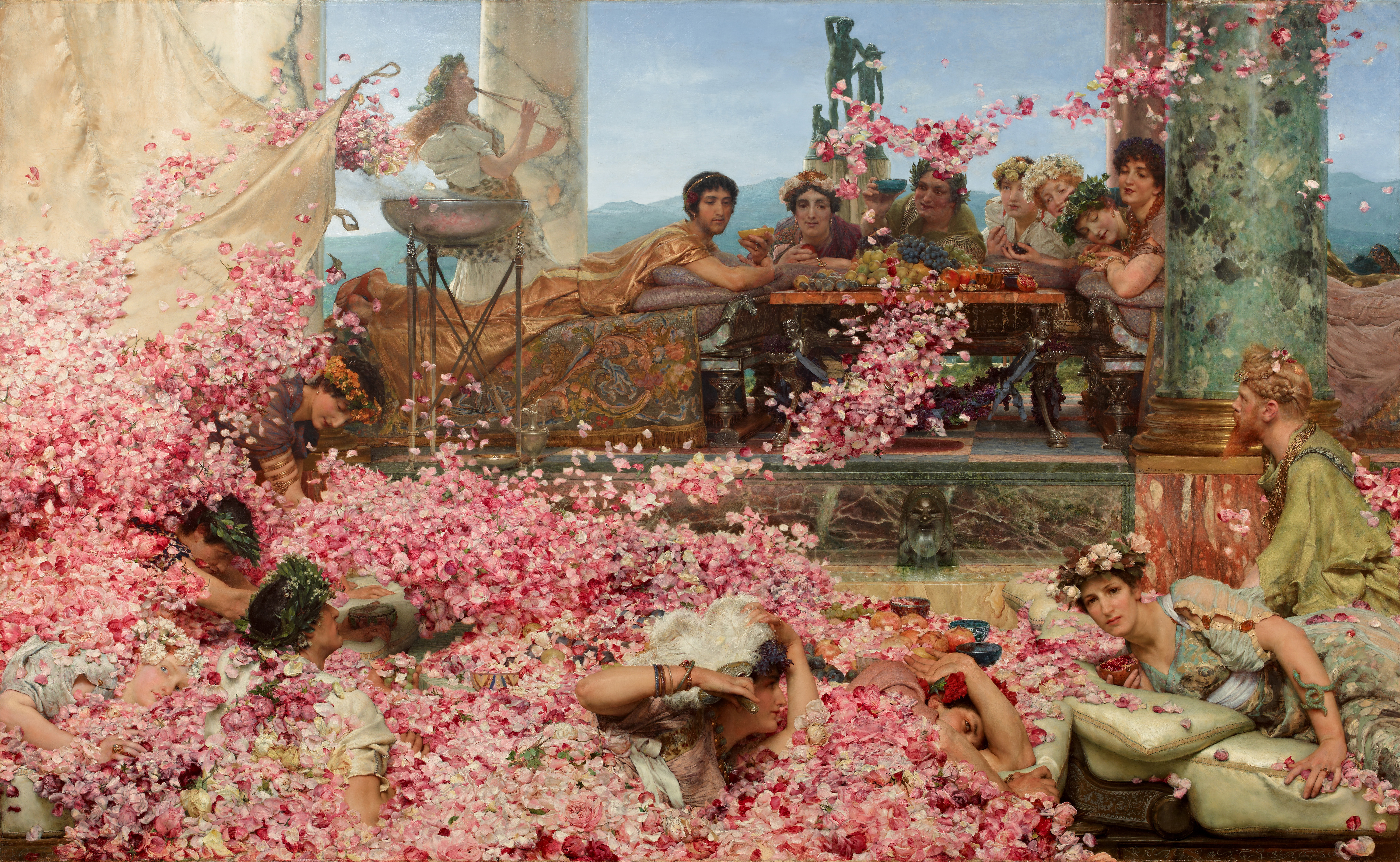
Heliogabalus rosor av den brittiske 1800-talskonstnären Lawrence Alma-Tadema.

Heliogabalus (eller Elagabalus; egentligen Varius Avitus Bassianus och som kejsare Marcus Aurelius Antoninus Augustus), född omkring 203 i Emesa, Syrien, död 11 mars 222 i Rom, var romersk kejsare från 218 till 222. Han var son till Sextus Varius Marcellus och kejsar Caracallas kusin Julia Soaemias. Att han skulle ha varit oäkta son till Caracalla var ett rykte som spreds ut för att ge honom större legitimitet till tronen. 

## Biografi
Heliogabalus kom från Emesa i Syrien, och var överstepräst i soltemplet där från en mycket ung ålder. I maktkampen mellan den severiska dynastins syriska gren och den tidigare praetorianprefekten Macrinus, som gjort sig till kejsare efter mordet på Caracalla, blev han som fjortonåring utropad till kejsare av romerska legionärer stationerade i Syrien den 16 maj 218, och besegrade sedan Macrinus i ett fältslag där han själv, hans mor, och hans mormor alla deltog. Han har genom tiderna benämnts på flera olika sätt. I historien har han fått namnet Elagabalus (alternativt Heliogabalus) efter solguden Elagabalus Sol Invictus, över vars kult han var överstepräst. Även om detta namn (som kan ha använts som ett öknamn) blivit dominerande i modern historieskrivning, är det viktigt att understryka att det aldrig ingick i kejsarens officiella titulatur. Cassius Dio omnämner honom som Sardanapalus, efter en i grekisk historieskrivning depraverad och feminin assyrierkonung. Hans första handling som kejsare var att till Rom låta föra den svarta sten som dyrkades i hans hemstad Emesa. Han ersatte också Jupiter med sin gud Elagabalus i rollen som rikets skyddspatron. 
I slutet av sin regering, då han blivit mycket impopulär, övertalades han att utse sin omtyckte kusin Alexander Severus till medregent. Dock blev han avundsjuk då denne snabbt blev mycket populär bland folket och soldaterna. Då det blev känt att Heliogabalus planerade att mörda sin kusin, blev han själv mördad tillsammans med sin mor den 11 mars 222 av officerare inom pretoriangardet. Efter att på olika sätt ha skändats runt Roms gator och kloaker kastades Heliogabalus kropp slutligen i floden Tibern.

## Anekdoter
Heliogabalus beskrivs som en mycket excentrisk kejsare, som i sina hämningslösa utsvävningar förenade "alla österns och västerns laster". Det finns ett mycket rikt anekdotiskt material om honom som emellertid i många fall har ett tvivelaktigt historiskt källvärde. Berömd är historien om hur han under ett gästabud lät släppa ned så många blommor över gästerna att somliga av dem kvävdes till döds. Han levde i sus och dus, och i jakten på nya smakupplevelser utlyste han en tävling där den som gjorde en sås som föll honom i smaken skulle bli rikligt belönad, men om han inte tyckte om såsen skulle kocken inte få äta annat än denna under resten av sitt liv. Heliogabalus påstås ha varit sexuellt intresserad av män. Enligt den samtida krönikören Cassius Dio ska Heliogabalus ha haft en affär med sin manlige kusk, den blonde slaven Hierokles (död 222) från Karien, som han utan framgång försökte upphöja till kejsare.

## Rykte
Romerska historieskrivare har nästan genomgående en negativ syn på Heliogabalus. Det senantika verket Historia Augusta (Kejsarhistorier) svärtar ned honom med en stor mängd anektoder, och den samtida Cassius Dio, som var konsul under Severus Alexander, hade heller inget gott att säga om honom. Sentida historiker har generellt delat denna synvinkel, till exempel var Edward Gibbon övervägande negativ och beskrev Heliogabalus styre som “the effeminate luxury of Oriental despotism”. Han kan också ha hittat på detaljer som inte finns med i antika källor. Å andra sidan är  The Amazing Emperor Heliogabalus (1911) av J. Stuart Hay mer positiv, men fokuserar samtidigt på kejsarens exoticism och orientaliska ursprung.
Under andra halvan av 1800-talet uppstod å andra sidan ett nytt intresse för Heliogabalus, vilket märks i konstverk som Heliogabalus, High Priest of the Sun (1867) av Simeon Solomon, och The Roses of Heliogabalus (1888) av Sir Lawrence Alma-Tadema, och diktsamlingen Algabal (1892) av Stefan George.

## Könsidentitet
Heliogabalus tros ha varit en av de första kända transpersonerna. Han föredrog enligt källor att bli kallad "frun", "fröken" eller "Hierocles Drottning". Han påstås ha erbjudit halva det romerska imperiet till den läkare som kunde erbjuda honom en operation som försåg honom  med kvinnliga könsorgan. Enligt historieskrivaren Cassius Dio hade Heliogabalus en längre relation med sin manliga slav Hierocles, som i texten kallas hans "man".
Synen på Heliogabalus könsidentitet är dock delad, på grund av osäkra källor. I november 2023 tillkännagav North Hertfordshire Museum i England att Elagabalus skulle betraktas som transperson och därför refereras till med kvinnliga pronomen. Samtidigt avråder antikvetare från att applicera sentida koncept om könsidentitet och sexualitet på historiska figurer - i synnerhet Heliogabalus vars historieskrivning omgärdas av antika källor som inte stod honom eller hans faktiska idévärld nära. 